# ニュースJAPAN WEEKEND
『ニュースJAPAN WEEKEND』（ニュース・ジャパン ウィークエンド）は、『ニュースJAPAN』の週末版として、1997年4月6日（4月5日深夜）から2003年3月30日（3月29日深夜）にかけてフジテレビ（FNN）にて放送された最終版のニュース番組である。

## 概要
『FNNニュースレポート23:30』以来のストレートニュース形式のフォーマットを引き継いだ番組であり、平日版『ニュースJAPAN』との内容的な関連性はない。フジテレビアナウンサーが担当していた『FNNニュース最終版』のキャスターに『FNNスーパータイム』終了後の松山香織（元CBCアナウンサー）を迎えるにあたって、タイトルのみ変更したという意味合いが強い。
2003年4月、最終版ニュースが『すぽると!』に内包されるのに伴い終了した。また、日曜日の放送は2001年3月25日、『EZ!TV』の放送開始に伴い、ひと足早く終了している。
2016年3月まで、同枠ではフジテレビアナウンサーが担当する『FNNニュース』が放送されていたが、2016年4月改編で、スポーツニュースに内包され、現在は『S-PARK』が放送されている。
福井テレビでは『協力：中日新聞』と表示されていた。

## 放送時間
すべて日本時間、放送分は15分。
- 日曜0:00 - 0:15（土曜深夜）
- 日曜23:30 - 23:45

## 歴代のキャスター
| 期間                                                                                  | 期間      | 土曜         | 日曜         |
| ------------------------------------------------------------------------------------- | --------- | ------------ | ------------ |
| 1997.4.6                                                                              | 1998.3.29 | 松山香織     | 松山香織     |
| 1998.4.5                                                                              | 2001.3.31 | 智田裕一1    | 智田裕一1    |
| 2001.4.1                                                                              | 2002.3.31 | 福井謙二1・2 | （放送終了） |
| 2002.4.6                                                                              | 2003.3.30 | 宮川俊二     | （放送終了） |
| - 1 『FNNレインボー発・あすの天気』を兼務。 - 2 『EZ!TV』内「FNN EZ!TV NEWS」を兼務。 |           |              |              |

- 智田、福井は出演当時フジテレビアナウンサー。
- 智田は前番組からの再登板で、宮川は『ニュースJAPAN』の初代男性キャスターである。

## エピソード
- 2003年3月30日の最終回は、宮川俊二の9年間のフジテレビ専属キャスター契約が満了する日であり、天気予報の後に「9年間いろいろな形でニュースをお伝えしてきましたが、私の放送はこれが最後です。長い間有難う御座いました。それではみなさん、ご機嫌麗しゅう」と挨拶。エンディングでは、過去のフジテレビ各ニュース番組での宮川の出演・取材シーンが提供クレジットの背景として流された。
- 新潟総合テレビのみ、ローカルスポンサーに差し替えられており、オープニングも一部地方のFNN系列がスポットニュースで使っているものに差し替えられていた。